# Avishay Gal-Yam
Avishay Gal-Yam (15 marzo 1970) è un astronomo israeliano.
Ottenuto nel 1996 il baccellierato in fisica e matematica all'Università di Tel Aviv, consegue, nelle stesse materie e nello stesso istituto, il dottorato nel 2003. Dirige oggi il gruppo di astrofisica sperimentale dell'Istituto Weizmann. La sua attività di ricerca è incentrata sull'osservazione e lo studio delle supernove.
Il Minor Planet Center lo accredita per la scoperta dell'asteroide 137217 Racah, scoperto l'8 luglio 1999 in collaborazione con Ilan Manulis.